# GFMK
Die GFMK GmbH & Co. KG ist ein medizinischer Verlag für Publikationen im Patientenbereich, der im Jahr 2000 gegründet wurde und seinen Sitz in Bergisch Gladbach hat.

## Geschichte
Die GFMK-Verlagsgesellschaft wurde 2000 mit Sitz in Leverkusen gegründet. 2011 wurde der Verlag Patient und Gesundheit (VPuG e. K.) im Rahmen eines Asset-Deals übernommen. Im August 2015 wurde die Curado GmbH, Betreiber eines Informationsportals für Patienten, bislang ein eigenständiges Unternehmen, vollständig durch Verschmelzung in die Organisation der GFMK GmbH & Co. KG integriert. Nach 15 Jahren in Leverkusen verlegte das Unternehmen seinen Sitz im Januar 2016 nach Bergisch Gladbach.

## Veröffentlichungen
Die Zeitschriften des Verlags richten sich an Patienten mit Krebs, multipler Sklerose, Allergien, Diabetes und Rheuma. Die Magazine erscheinen zwei bis fünf Mal jährlich. Magazine des Verlags sind:
- Allergikus – Allergie, Haut & Asthma
- Befund Diabetes – Das Journal für Diabetiker
- Befund Krebs – Deutsches Magazin für Tumorerkrankte
- Befund MS – Für ein besseres Leben mit Multipler Sklerose
- COPD & Asthma – Deutsches Magazin für Atemwegserkrankte
- Leben? Leben! – Das Magazin für Frauen nach Krebs
- Patient & Haut – Das Magazin für Kinder und Erwachsene mit Hauterkrankungen

Außerdem werden über den Verlag Informationsschriften für Patientenorganisationen und Ratgeber für chronisch kranke Menschen verlegt.